# Araneus guttulatus
Araneus guttulatus là một loài nhện trong họ Araneidae.
Loài này thuộc chi Araneus. Araneus guttulatus được Charles Athanase Walckenaer miêu tả năm 1842.